# Mutant
 Mutant – osobnik o fenotypie zmienionym względem typu dzikiego. Zmiana fenotypu jest efektem mutacji w materiale genetycznym. Zmiana w DNA musi ulec utrwaleniu w procesie replikacji i zostać przeniesiona do komórek potomnych.